# 1958 في السعودية
تحتوي هذه المقالة على أهم الأحداث التي شهدتها السعودية في 1958، إضافة إلى أهم الشخصيات السعودية التي وُلدت أو تُوفيت في هذه السنة.

### تعيينات

شعار نادي الفتح السعودي والذي تم تأسيسه عام 1958 م

## السياسة

### الحكم
الملك: سعود بن عبد العزيز آل سعود

### إعفاءات
- إعفاء الأمير فيصل بن عبدالعزيز آل سعود من منصب أمير منطقة مكة المكرمة.
- إعفاء محمد بن عبد الله العيبان من رئاسة الاستخبارات العامة السعودية.

## أحداث
- ظهور حركة الأمراء الأحرار.[1]
- تعيين عبد الرحمن بن سعيد رئيسًا لنادي الأهلي السعودي.
- الخطوط الجوية السعودية تنشىء نواة معهد تدريب الطيارين في مدينة جدة. [2]
- تأسيس معهد اللغات العسكري التابع للقوات المسلحة السعودية.
- تأسيس جريدة الفجر الجديد الأسبوعية وكانت تصدر من الدمام شرق السعودية. ويملكها يوسف الشيخ يعقوب ورئيس تحريرها هو شقيقه إسحاق الشيخ يعقوب، تعتبر ذات توجه يساري. [3]
- تأسيس الشركة الوطنية للتربية والتعليم وهي شركة مساهمة سعودية تنشط في مجال التعليم يبلغ رأس مالها 430 مليون ريال سعودي (115 مليون دولار)، و مدرجة في سوق الأسهم السعودي منذ 2018. تأسست الشركة على يد محمد بن إبراهيم الخضير بتأسيس مدارس التربية النموذجية. في العام 2002 تحولت إلى أول شركة مساهمة مغلقة في القطاع التعليمي تحت مسمى الشركة الوطنية للتربية والتعليم.[4]
- القوات الجوية الملكية السعودية تحصل على 16 طائرة من طراز نورث أمريكان إف-86 سابر. [5]
- افتتاح طريق جبل كرا أو طريق الهدا وهو أحد الطرق الملتوية في السعودية وأعلاها، حيث تصل نهايته في قمة مركز الهدا عند نقطة ارتفاع تزيد عن 2000 متر فوق مستوى سطح البحر. يربط الطريق بين الطائف والهدا ومكة المكرمة، ويتخذ من جبل كرا الطود العملاق مسارا له ليأخذ من قمته حافة الهدا الغربية في الانحدار. يبدأ الطريق بدرجة حرارة مرتفعة تصل إلى 45 درجة مئوية وينتهي في درجة حرارة 20 درجة مئوية في مسافة تقدر بـ 23 كلم.

### يناير
- 1: النسخة الأولى من كأس الملك.

فبراير
- 26: تأسيس جريدة الندوة وهي جريدة سعودية صدرت عن دار الندوة للطباعة والنشر، في مكة المكرمة، صدرت مؤقتاً بصفة أسبوعية، ثم بدأ إيقاعها يتسارع بإصدار عددين، ثم ثلاثة، في الأسبوع، وبعد أحد عشر شهراً توقفت الندوة للمرة الأولى.[8][9][10]

### مايو

شعار صحيفة الندوة والتي صدرت للمرة الأولى من مكة المكرمة عام 1958 م

- شعار صحيفة الندوة والتي صدرت للمرة الأولى من مكة المكرمة عام 1958 م 11: صدور نظام مجلس الوزراء السعودي بمرسوم ملكي رقم 38.[11]

### ديسمبر
- 15: تأسيس نادي الفتح السعودي أحد أقدم أندية منطقة الأحساء من حيث التأسيس، حيث تأسس على يد ثلاث رجال أعمال من كبار الاحساء [12] ويعتبر أحد أفضل الأندية على مستوى المملكة بسبب تفوقه في معظم الألعاب، يذكر بأن الفريق الأول لكرة القدم بنادي الفتح نجح في تحقيق إنجاز تاريخي بعد صعوده إلى دوري المحترفين لأول مرة في تاريخه عام 2009 م بعد 51 سنة من تأسيسه. وحقق أكبر انجاز له بفوزه بالدوري السعودي للمحترفين في موسم 2012 - 2013 وحقق كأس السوبر السعودي عام 2013، ويلقب الفتح بعدة ألقاب منها: النموذجي وأبناء النخيل وفارس الأحساء وسفير الشرق.

## مواليد
- حسن الصفار، رجل دين وأستاذ وخطيب وكاتب.
- فهد الحمود إعلامي ومذيع أخبار سعودي
- شقران بن سعود بن عبد العزيز آل سعود، الابن السابع والثلاثون من أبناء الملك سعود.
- عبد الخالق الغانم، مخرج. (ت.2021).[13]
- الأمير جلوي بن عبد العزيز بن مساعد آل سعود وهو أمير منطقة نجران و خريج مدرسة المظلات و قوات الأمن الخاصة ويحمل شهادة الجمعية البريطانية للقفز بالمظلات وحصل على نوط معركة عاصفة الصحراء ووسام تحرير الكويت.

- خالد بن أحمد اليوسف ولد في حي دخنة في الرياض.[14] أديب وباحث ببليوجرافي سعودي،[15]

### يناير
- 20: عبد الله بن سليمان الراجحي وهو رجل أعمال سعودي،[16] وهو رئيس مجلس إدارة مصرف الراجحي،[17][18][19]

### أبريل
- 27: فياض بن حامد الرويلي، رئيس الأركان العامة.

### مايو
- 13: عبد الله السدحان، ممثل ومنتج ومؤلف.[20]

### يونيو
- 20: أحمد بن محمد السالم نائب وزير الداخلية السعودي السابق[21] والأمين العام لمجلس وزراء الداخلية العرب لثلاث ولايات متتالية من (5 يناير 1992 - 31 مايو 2001)،[22] يعمل حاليًا أستاذًا زائرًا بجامعة الملك سعود وجامعة الأمير سلطان وعضوًا لمجلس إدارة جمعية الاقتصاد السعودية.[23]

### سبتمبر
- 14: وليد الخريجي، نائب وزير الخارجية ووزير الزراعة سابقاً.

### أكتوبر
- 13: جمال خاشقجي، صحفي وإعلامي وكاتب سياسي.

### نوفمبر
- 17: أحمد بن سلمان بن عبد العزيز آل سعود، الابن الثالث من أبناء الملك سلمان.

### ديسمبر
- 29: جميل أحمد القحطاني وهو ممثل ومؤلف ومخرج مسرحي سعودي.[24]

## وفيات

### فبراير
- 22: أبو الكلام آزاد، شخصية إسلامية دينية سياسية أدبية ثقافية من مواليد مكة (و. 1888).

### يونيو
- 27: ثامر بن عبد العزيز آل سعود، الابن السابع والعشرين من أبناء الملك عبد العزيز الذكور (و. 1937)

### يوليو
- 14:
  - عابدية بنت علي، الابنة البكر لآخر ملوك الحجاز علي بن الحسين وخالة ملك العراق فيصل الثاني من مواليد مكة (و. 1907).
  - عبد الإله بن علي الهاشمي، سياسي عراقي وهو أحد أبناء علي بن الحسين من مواليد الطائف (و. 1913).